# Shack-Hartmann
Pour les articles homonymes, voir Hartmann.

Principe de l'analyseur de front d'onde de Shack-Hartmann.

Le Shack-Hartmann, souvent abrégé par SHWFS pour Shack-Hartmann Wave Front Sensor en anglais, est un analyseur de front d'onde, un instrument permettant de mesurer la déformation du front d'onde (ou phase) d'un faisceau optique. Son utilisation est assez large, de la caractérisation de miroirs jusqu'à l'ophtalmologie.

## Principe de mesure
Un Shack-Hartmann est composé d'une matrice de micro-lentilles, placée devant un capteur sensible à la lumière (le plus souvent une caméra CCD). Ces deux composants sont situés dans des plans parallèles. À l'arrivée d'un faisceau, chaque micro-lentille génère sur le capteur un point de focalisation, dont la position varie, en fonction de la déformation locale du front d'onde, autour de sa position de référence, correspondant à un front d'onde non déformé. L'image donnée par le capteur est ainsi une matrice de taches dont le nombre correspond au nombre de micro-lentilles. La déviation de chaque tache par rapport à sa référence donnant la pente (ou dérivée) locale du front d'onde, l'ensemble des déviations donne directement le gradient du front d'onde. Des algorithmes permettent alors de remonter au front d'onde. Si un front d'onde est plan ou sphérique (c’est-à-dire issu d'une source lumineuse ponctuelle), les micro-lentilles génèrent une matrice de taches dont l'espacement est parfaitement régulier. Cet espacement est directement relié à la courbure du front d'onde (qui est directement reliée à la distance de la source) : plus celui-ci est courbé, plus les taches seront espacées. Le capteur permet d'effectuer la mesure de front d'onde en temps réel. Celui-ci étant relié à un ordinateur, un programme informatique recherche sur l'image la position des taches, calcule leur déviation par rapport à leur tache de référence respective, puis remonte au front d'onde.

## Historique
En 1880, Johannes Franz Hartmann, un astronome allemand, eu l'idée de mettre une plaque de trous devant un télescope de type Cassegrain, et de capturer sur une plaque photo (dans un plan intra ou extra focal) le signal reçu via une étoile. Une telle plaque de trous échantillonne le front d'onde mesuré. Le comportement du front d'onde est ainsi analysé par petites portions, les trous décomposant le front d'onde élémentaire en portions de front d'onde. À l'époque de Hartmann, les mesures se faisaient au double-décimètre directement sur la plaque photo.
En 1970, Roland Shack, un physicien américain, eut l'idée de remplacer la plaque de trous par des microlentilles. L'intérêt des microlentilles (de section carrée) est principalement de ne plus perdre de flux lumineux (taches plus lumineuses) et d'obtenir un « bras de levier » rendant la mesure plus précise.
En 1985, l'ONERA a participé au développement du principe du Shack-Hartmann dans but de faire de l'image haute résolution (optique adaptative) ainsi que pour améliorer la focalisation des lasers de puissance dans des buts militaires.

## Applications

### Optique adaptative
En optique adaptative, le Shack-Hartmann est conjugué à un miroir déformable. Il mesure les déformations à corriger, et un algorithme calcule à partir de ces informations la commande à envoyer au miroir pour que celui-ci corrige la déformation.

### Ophtalmologie
En ophtalmologie, le Shack-Hartmann est utilisé pour réaliser la tomographie in vivo de la rétine humaine à haute résolution latérale et axiale, afin d’obtenir des images des différentes couches de la rétine, c’est-à-dire de « plonger dans la profondeur » de ce tissu, tout en visualisant les cellules une par une .

### Microlithographie

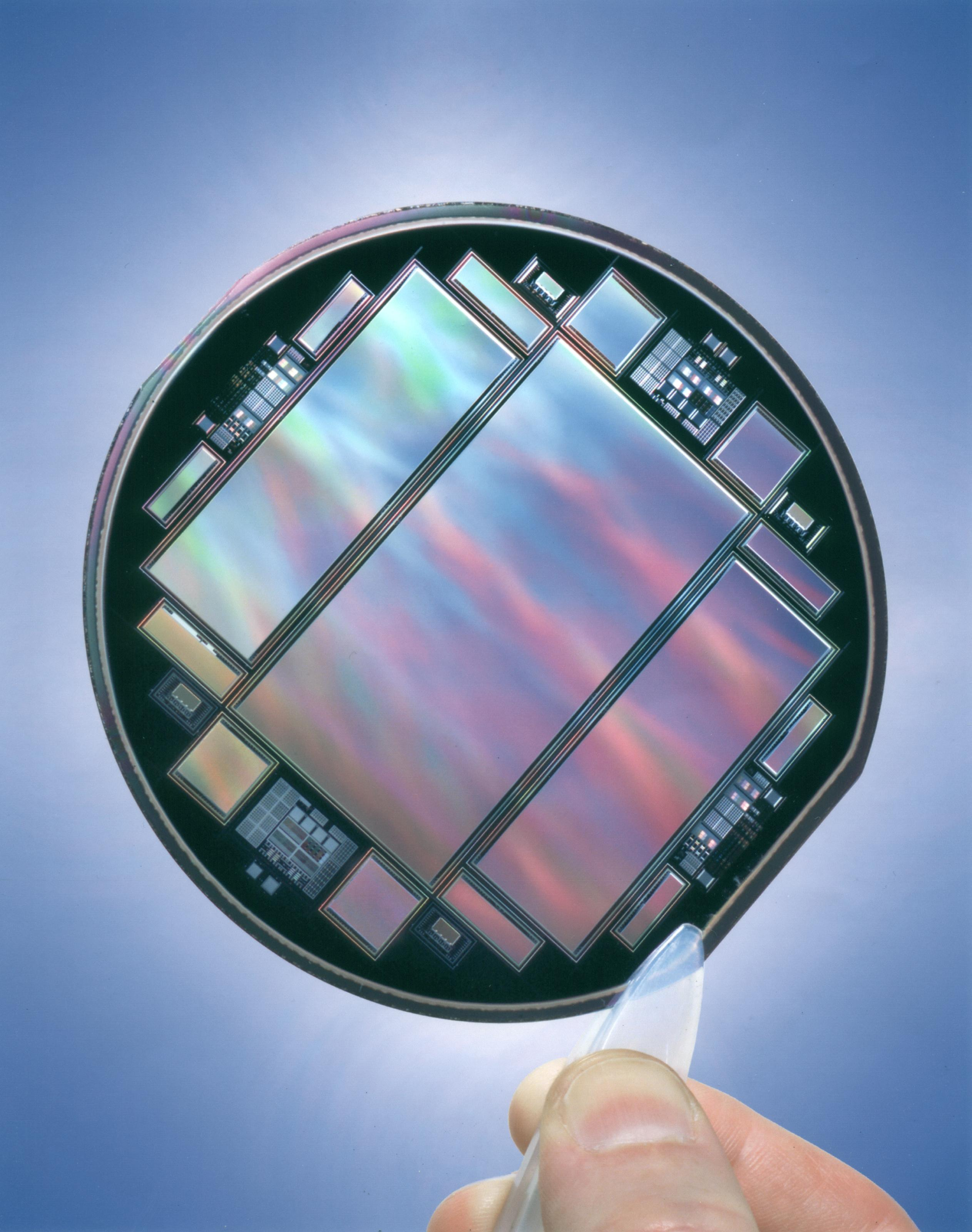
Wafer de matrice CCD.

L'analyseur de front d'onde de Shack-Hartmann permet de tester régulièrement les optiques utilisées en microlithographie pour la gravure de wafers de silicium avec des précisions de {\displaystyle \lambda /200}.

## Industriels
Différents acteurs se partagent le marché du Shack-Hartmann. Les plus connus sont :
- (fr) ALPAO ;
- (fr) Imagine Optic ;
- (en) Metrolux GmbH ;
- (en) OPTOCRAFT GmbH ;
- (en) AKA Optics.